# ジェイソン・リーツォー
ジェイソン・リーツォー（Jason Litzau、1983年6月29日 - ）は、アメリカ合衆国の男性プロボクサー。ミネソタ州セントポール出身。元NABF北米ライト級王者。元NABF北米スーパーフェザー級王者。兄は同じプロボクサーのアレン・リーツォー。

## アマチュア時代
ボクシング以外に野球もやっていたことがありリトルリーグでピッチャーを務めていた。11歳の頃から本格的にボクシングを始めとアマチュアでも頭角を現していき、ナショナル・シルバー・グローブス(15歳以下の大会)では優勝を果たし、2001年に行われた米国選手権では2位となりアメリカ代表候補にも選ばれた。アマチュアのレコードは125勝10敗（180戦以上のキャリアが有るという説も有る）。

## プロ時代
2002年11月16日、プロデビューし初回TKO勝ち。その試合から怒涛の連続KOがスタートした。
2004年7月17日、テキサス州スーパーフェザー級王者フランキー・マルティネスと対戦し、3回終了間際にTKO勝ちを収め王座を獲得。その王座は1度も防衛することなく返上した。
2005年7月15日、ジョン・ノラスコとノンタイトル10回戦で対戦し、2-1(95-94、94-95、95-94)の判定勝ちとなりデビューから続いていた連続KO記録は14でストップとなった。
2006年12月16日、ホセ・ヘルナンデス（メキシコ）と対戦し、判定では3-0(3者とも68-64)とリーツォーがリードを奪っていたが8回逆転KO負けを喫しプロ入り初黒星となった。
2008年2月29日、米国・カリフォルニア州リムーアのタチパレスホテルにて世界初挑戦。IBFフェザー級王者ロバート・ゲレーロと対戦、序盤から相手にペースを奪われ出鼻を挫かれた展開となった。中盤以降も世界初挑戦の緊張からかパンチがほとんど大振りとなり相手に上手く裁かれ、8回には素早いコンビネーションからの連打でダウンを奪われ1度は立ち上がるも、またすぐに倒されて2度目のダウン、再度起き上がろうとするが足がいうことを聞かず無念の8回KO負けで世界初挑戦での王座奪還は失敗に終わった。
2009年8月15日、米国・ミシシッピ州ビロクシコーストコロシアムにてヴァークアン・キンブロウシュ（アメリカ合衆国）と空位のNABF北米ライト級王座決定戦で対戦し、2回には相手からダウンを奪い、3回終了時にキンブロウシュが棄権を申し出てたためTKO勝ちとなり王座を獲得した。
2009年11月4日、米国・ノースカロライナ州キャンプルジューンのコロージョンハンガーにてジョニー・エドワードと空位のNABF北米スーパーフェザー級王座決定戦で対戦し、負傷判定勝ちでライト級に続きスーパーフェザー級でもNABF王座を獲得しNABF王座の2階級制覇を果たした。
2010年4月3日、米国・ネバダ州ラスベガスのマンダレイベイ・イベントセンターにて、シドニーオリンピック銀メダリストのロッキー・ファレスとNABF北米スーパーフェザー級王座を賭けて対戦、7回負傷判定勝ちで初防衛に成功した。判定は(67-66、67-66、68-65)3者ともにリーツォーを支持したものの、非常にポイントが競っており、僅差の試合を制した形となった。
2010年11月27日、自身初の大舞台MGMグランドにてファン・マヌエル・マルケスvsマイケル・カティディスの前座で元WBA・IBFスーパーバンタム級統一王者セレスティーノ・カバジェロとノンタイトルで対戦、試合前オッズは1-13とリーツォーに不利予想が出ており、カバジェロにとっては調整試合という位置づけだった。試合は両者ともに長身な体から繰り出すジャブや手数を出し合い互いに牽制しあっていき中盤には中間距離からの探り合いが展開され、どちらのパンチも当たってもおかしくない距離だが徐々にカバジェロのパンチがリーツォーを捕え始めてきた、しかし打たれても前進を辞めないリーツォーはその分手数を出していき応戦の構えを見せると、終盤には両者打ち疲れの様子が見られ結局ダウンシーンが無いまま判定決着となった。判定は2-1(97-93・96-94・94-96)となり有効打では下回ったものの手数で攻めきった事が評価され判定勝ちを収めた。番狂わせを起こしたリーツォーは涙で勝利を喜んだが、敗れたカバジェロはビックマッチから一歩遠のく形となった。
試合後世界ランキングがWBA世界2位の位置につきいよいよ上位ランカーまで上り詰め同団体王座の内山高志から対戦を希望されたが、実現までには至らなかった。
2011年6月18日、メキシコ・ハリスコ州・トラホムルコ・デ・スニガのアレナVFGにてサウル・アルバレスvsライアン・ローズの前座に登場。空位のWBC全米スーパーフェザー級王座決定戦をエイドリアン・ブローナーと行い、上位ランカー対決となった一戦は、初回からブローナーの攻撃的ボクシングが展開され、初回終了間際にロープに詰められると、連打をまとめられて最後は強烈な右を喰らい体ごと吹っ飛ばされレフリーが割って入り試合がストップされた。1回2分58秒TKO負けを喫した。
その後およそ1年ぶりとなる復帰戦を2012年6月16日に行い、初回KOで終わらせるがそこからリングに上がっておらずおそらく引退したと思われる。

## 獲得タイトル
- テキサス州スーパーフェザー級王座（防衛0=返上）
- NABF北米ライト級王座（防衛0=返上）
- NABF北米スーパーフェザー級王座（防衛1=返上）